# 12 Batalion Pancerny

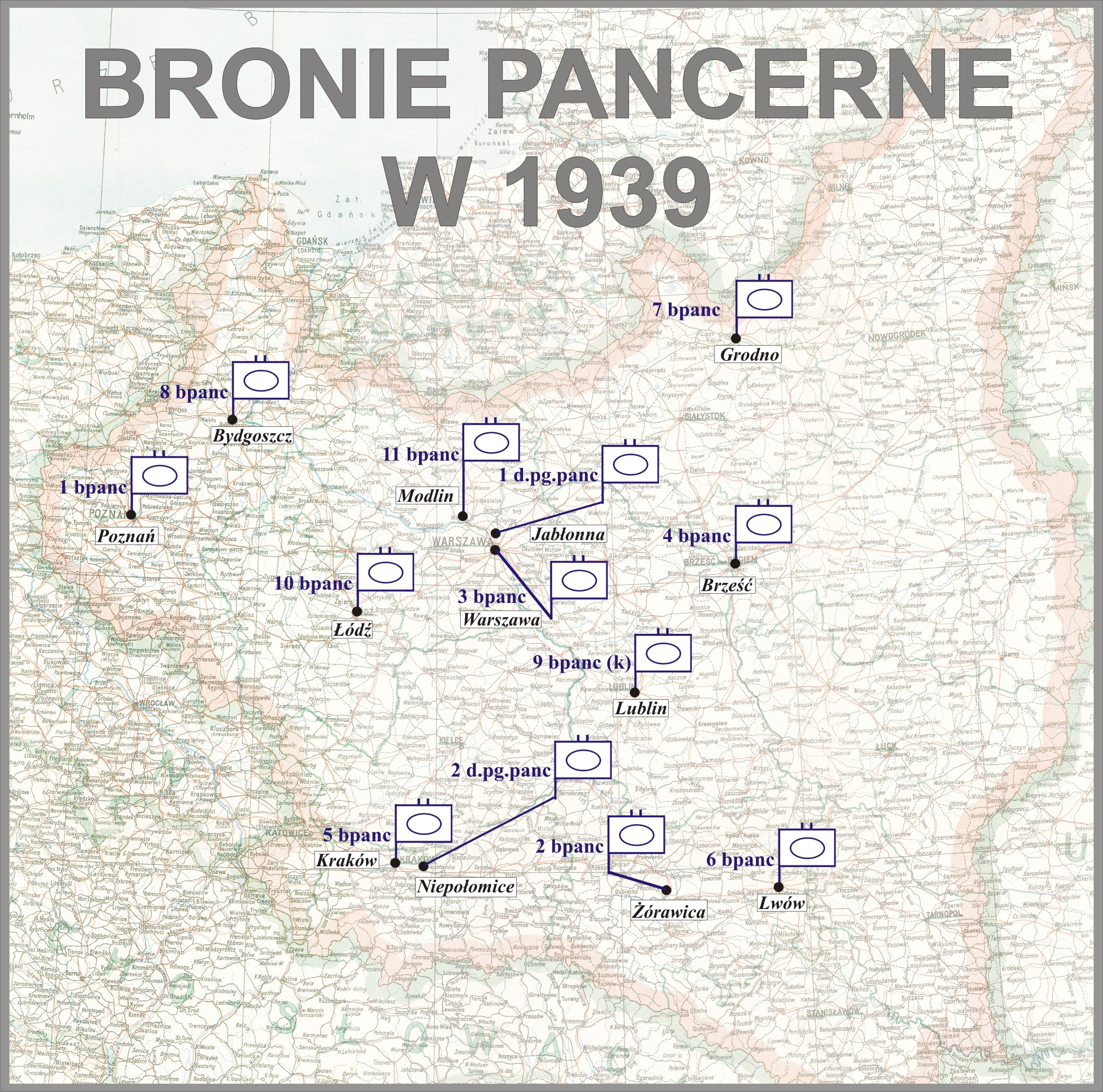
Bronie Pancerne Wojska Polskiego w 1939 przed wybuchem II wojny światowej

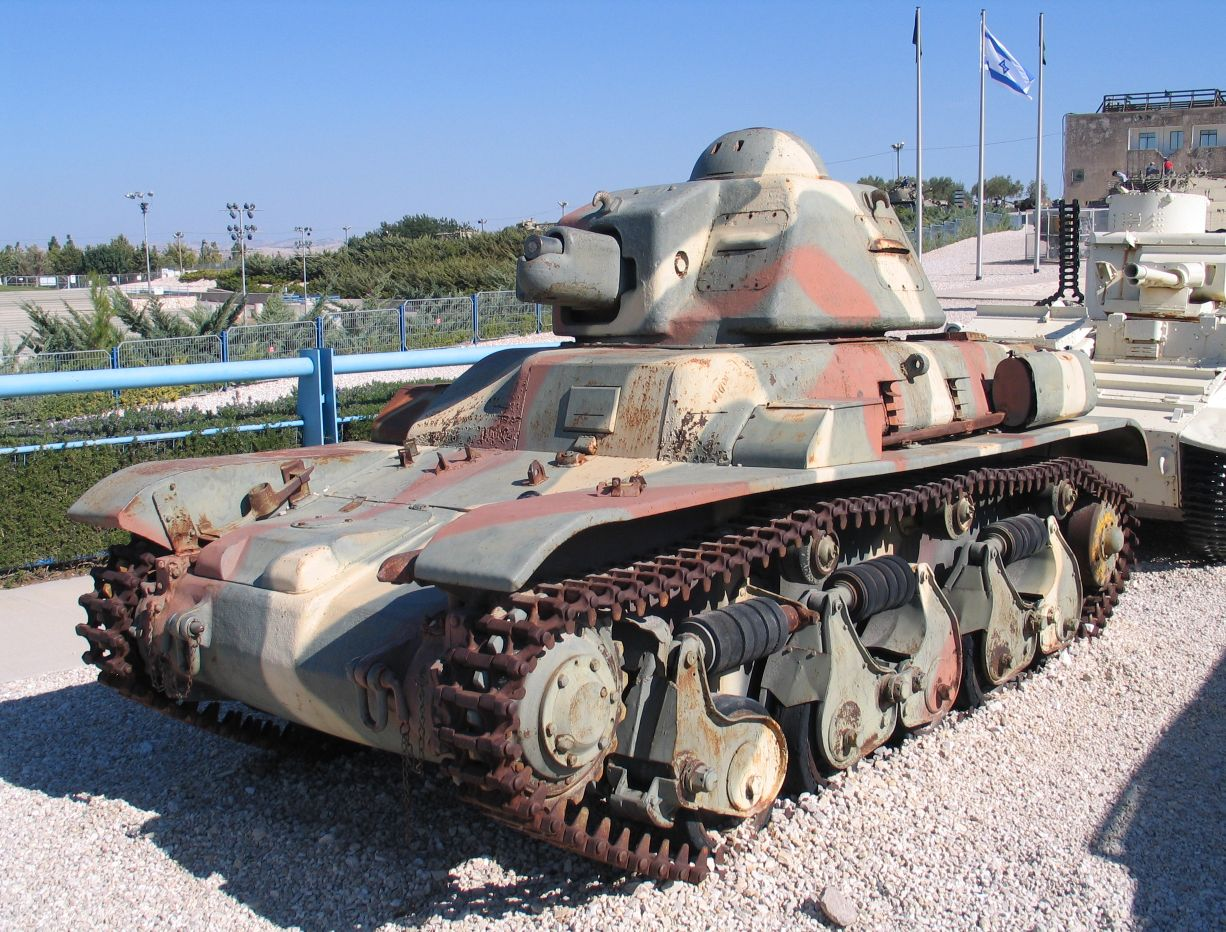
czołg Renault R-35

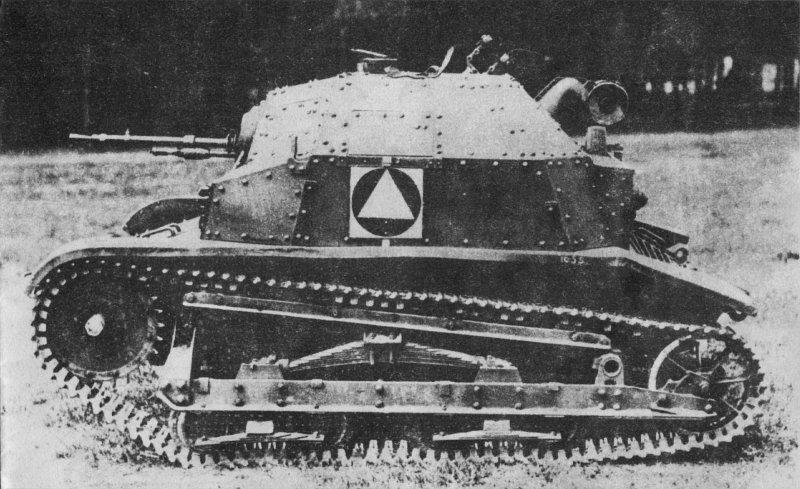
czołg TKS

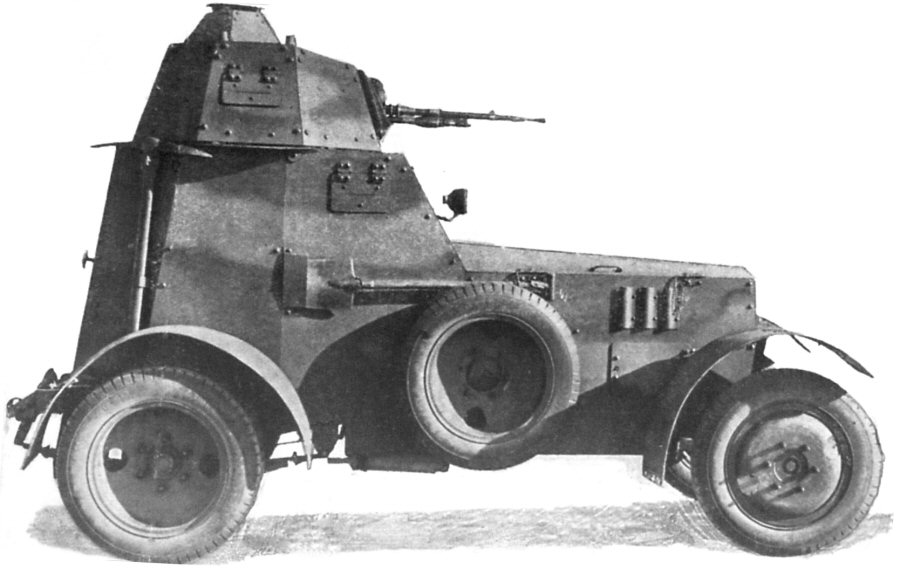
Samochód pancerny wz. 34

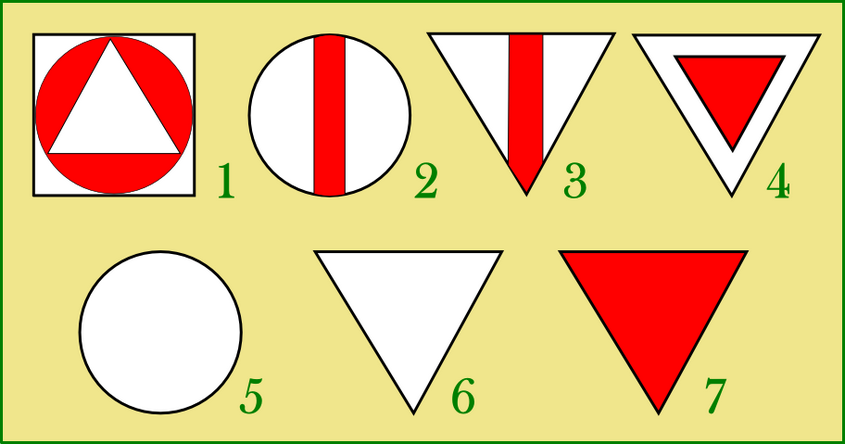
Znaki taktyczne malowane na czołgach lekkich i rozpoznawczych

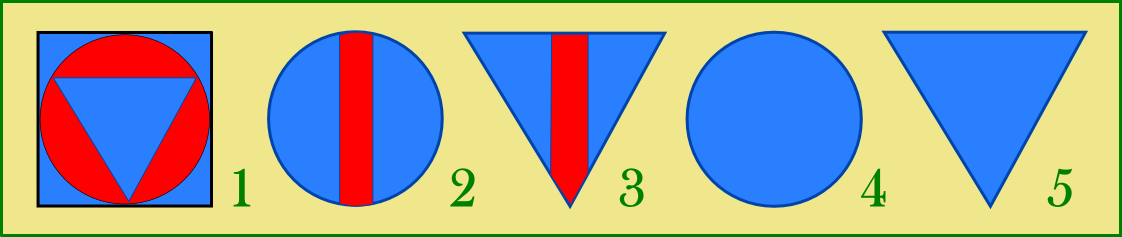
Znaki taktyczne malowane na pojazdach pancernych

12 Batalion Pancerny (12 bpanc) – oddział broni pancernych Wojska Polskiego w II Rzeczypospolitej.
Batalion był  jednostką wojskową istniejącą w okresie pokoju i spełniającą zadania mobilizacyjne wobec oddziałów i pododdziałów broni pancernej.  Spełniał również zadania organizacyjne i szkoleniowe. Stacjonował w Łucku. W 1939, po zmobilizowaniu jednostek przewidzianych planem mobilizacyjnym, został rozwiązany.

## Formowanie i zmiany organizacyjne
12 Batalion Pancerny został sformowany w garnizonie Łuck na podstawie rozkazu Ministra Spraw Wojskowych z 20 kwietnia 1937. 2 września 1937 major Jerzy Łucki podpisał pierwszy rozkaz dzienny batalionu. 6 listopada 1937 uroczyście powitano 169 poborowych wcielonych do batalionu.
Była to jednostka wojskowa „czasu P” spełniająca zadania: szkoleniowe, organizacyjne i mobilizacyjne wobec oddziałów i pododdziałów broni pancernej „czasu W”. 
20 lipca 1939 otrzymał 49 francuskich czołgów lekkich wsparcia piechoty Renault R-35. Na swoim wyposażeniu posiadał również czołgi TKS i wozy pancerne wz.34. Batalion należał do typu IV.
W 1939 batalion stacjonował w Łucku.
Mobilizacja
W 1939 batalion sformował w ramach mobilizacji alarmowej w grupie zielonej, według innych autorów w "czerwonej" w terminie A+36:
- 21 dywizjon pancerny przydzielony do Wołyńskiej Brygady Kawalerii

W ramach mobilizacji powszechnej w I rzucie w terminie 3 dni
- 21 batalion czołgów lekkich

oraz zaimprowizował
- samodzielną kompanię czołgów R-35

Oddział Zbierania Nadwyżek 12 batalionu pancernego
Po zmobilizowaniu 21 dywizjonu pancernego i 21 batalionu czołgów lekkich w garnizonie w Łucku pozostały niewielkie nadwyżki mobilizacyjne, z których utworzono "oddział ochronno-techniczny" pod dowództwem kpt. Mariana Jaworskiego. 9 września do koszar w Łucku przybył Ośrodek Zapasowy Broni Pancernych nr 1. Nadwyżki 12 batalionu zostały włączone w jego skład. 14 września wraz z nim rozpoczął ewakuację w kierunku "Przedmościa Rumuńskiego". Następnie 17 września po agresji sowieckiej podjęto marsz w kierunku granicy rumuńskiej do Kut. W trakcie marszu nadwyżki podzieliły losy OZBPanc. nr 1. Wiadomo, iż kpt. M. Jaworski został zamordowany w Katyniu.   

## Żołnierze batalionu
Obsada personalna batalionu w 1937:
- dowódca batalionu – mjr br. panc. Jerzy Łucki[4] (1937 – 1939 → dowódca baonu czołgów lekkich nr 21),
- zastępca dowódcy batalionu – mjr br. panc. Wiktor Jan Szypiński[c]
- kwatermistrz – kpt. Edmund Zygmunt Karpów,
- adiutant – por. Wojciech Sulimirski,
- dowódca plutonu łączności – por. Feliks Budzimir Cwalina[d] (1937 – 1939 → adiutant 21 dpanc),
- dowódca kompanii pancernej – por. Jan Okolski,
- dowódca kompanii czołgów rozpoznawczych – p.o. por. Marian Kochanowski,
- dowódca szwadronu pancernego – por. Zygmunt Wasilewski[8].

Organizacja i obsada personalna w 1939
Obsada personalna batalionu w marcu 1939:
| Stanowisko                                     | Stopień, imię i nazwisko                 |
| ---------------------------------------------- | ---------------------------------------- |
| dowódca batalionu                              | mjr Jerzy Michał Łucki                   |
| zastępca dowódcy                               | mjr Stanisław Gliński                    |
| adiutant                                       | por. Tadeusz Kraczkiewicz                |
| lekarz medycyny                                | por. lek. Jan Popkowski                  |
| kwatermistrz                                   | mjr Edmund Zygmunt Karpów                |
| oficer mobilizacyjny                           | kpt. Ludwik Mamrocha                     |
| oficer administracyjno-materiałowy             | kpt. Walerian Józef Łań                  |
| zastępca oficera administracyjno-materiałowego | chor. Roman Uberman                      |
| oficer gospodarczy                             | por. int. Wacław Krzyżostaniak           |
| dowódca kompanii gospodarczej                  | vacat                                    |
| oficer żywnościowy                             | chor. Jan Nowicki                        |
| dowódca plutonu łączności                      | por. Feliks Budzimir Cwalina             |
| dowódca kompanii szkolnej                      | kpt. Jan Okolski                         |
| dowódca plutonu                                | kpt. Zygmunt Władysław Wasilewski        |
| dowódca plutonu                                | por. Marian Kochanowski                  |
| dowódca kompanii pancernej                     | kpt. Ryszard Franciszek Orliński         |
| dowódca plutonu                                | por. Stanisław Marcin Wartak             |
| dowódca plutonu                                | por. Jan Pisch                           |
| dowódca kompanii czołgów rozpoznawczych        | por. Jan Wojciech Marian Sulimirski      |
| dowódca plutonu                                | por. Stanisław Palusiński                |
| dowódca szwadronu pancernego                   | kpt. Józef Bronisław Żymierski           |
| dowódca plutonu                                | por. Leszek Kazimierz Kozioradzki        |
| komendant parku                                | kpt. Marian Gabriel Jaworski             |
| kierownik warsztatów                           | kpt. Edward Blahaczek                    |
| kierownik składnicy                            | chor. Adam Orłowski                      |
| na kursie                                      | por. piech. Marian Stanisław Fijałkowski |
| na kursie                                      | por. piech. Leszek Stanisław Szczepański |
| na kursie                                      | por. kaw. Jan Franciszek Petecki         |

### Żołnierze 12 batalionu pancernego – ofiary zbrodni katyńskiej
Biogramy zamordowanych znajdują się na stronie internetowej Muzeum Katyńskiego
| Nazwisko i imię         | stopień   | zawód             | miejsce pracy przed mobilizacją | zamordowany |
| ----------------------- | --------- | ----------------- | ------------------------------- | ----------- |
| Cwalina Feliks Budzimir | porucznik | żołnierz zawodowy | dowódca plutonu łączności       | ULK         |
| Jaworski Marian         | kapitan   | żołnierz zawodowy | OZBPanc.                        | Katyń       |
| Wyrzykowski Henryk      | major     | żołnierz zawodowy |                                 | Katyń       |

## Symbole batalionu
Sztandar
Zarządzeniem Prezydenta Rzeczypospolitej Polskiej z 25 marca 1938 nadano batalionowi sztandar. Jak wszystkie sztandary broni pancernych, posiadał on ujednoliconą prawą stronę płatu. Zamiast numeru oddziału, na białych tarczach między ramionami krzyża kawaleryjskiego występował Znak Pancerny. Znak ten umieszczony był również na przedniej ściance podstawy orła.
Na lewej stronie płatu sztandaru umieszczono:
- w prawym górnym rogu — wizerunek Matki Boskiej Kazimierskiej
- w lewym górnym rogu — wizerunek św. Michała
- w prawym dolnym rogu — godło Łucka
- w lewym dolnym rogu — odznaka honorowa 12 batalionu pancernego

Na wstędze sztandaru napis: „Zwycięstwo liczby nie zna - męstwa potrzebuje”.
Uroczyste wręczenie sztandaru odbyło się 26 maja 1938 na Polu Mokotowskim w Warszawie. Sztandar wręczył reprezentujący Prezydenta RP i Naczelnego Wodza — minister Spraw Wojskowych gen. dyw. Tadeusz Kasprzycki.
17 września 1939 o 23.00 we wsi Serafińce plutonowy Stanisław Szymkowiak na rozkaz majora stanu spoczynku inżyniera Kazimierza Groniowskiego i w jego obecności spalił sztandary 3 i 12 batalionu pancernego.
Odznaka pamiątkowa
4 marca 1938 minister spraw wojskowych, generał dywizji Tadeusz Kasprzycki zatwierdził wzór i regulamin odznaki pamiątkowej 12 baonu pancernego. Odznaka o wymiarach 40x40 mm ma kształt krzyża, którego ramiona tworzą 4 proporczyki trójkątne w czarno-pomarańczowych barwach broni pancernych. Pośrodku srebrny hełm rycerski zwrócony ku lewej stronie. Brak jest danych o autorze projektu odznaki. Odznaki wykonywane były jedynie w wersji emaliowanej. Znane są również odmiany odznak z odwrotnym ułożeniem barw na krzyżu. Wykonawcą odznak był zakład grawerski Władysława Miecznika mieszczący się przy ulicy Świętokrzyskiej 20 w Warszawie.